# Ennemond Cusset
Pour les articles homonymes, voir Cusset (homonymie).
Ennemond Cusset est juge-garde de la Monnaie de Lyon et astronome, né en 1654 et mort à Lyon le 25 octobre 1697.

## Biographie
Ennemond Cusset est le frère de Jean-Baptiste Cusset, marchand bourgeois de Lyon, recteur de l'Hôtel-Dieu de la ville, en 1699 et 1700, et oncle de Jean-Baptiste Cusset, échevin de Lyon.
Il a été reçu comme astronome à l'Académie royale des sciences en 1685.
Il s'est marié en premières noces, le 12 février 1692, avec Marie-Catherine Dervieu, fille de Jean Pierre Dervieu, aAvocat en parlement, et d'Hélène Fayard, et, en secondes noces, le 20 novembre 1696, avec Élisabeth Berthet de Gorze, fille de Philibert Berthet, seigneur de Gorze, capitaine d'infanterie, et d'Isabeau de Thibault de Thulon.
L'Académie royale des sciences reçoit des observations astronomiques des jésuites. Entre 1666 et 1699, ils adressent à l'Académie 49 mémoires, dont 19 sur des observations faites en France. Les observations faites par les jésuites du collège de la Trinité de Lyon peuvent être comparées à celles de Cusset, correspondant de l'Académie à Lyon, en 1692 et 1694.
En avril 1686, il a participé avec Jean-Dominique Cassini à l'observation de l'éclipse de Jupiter par la Lune à Paris. Cassini a fait des observations des satellites de Jupiter en 1686 avec différents objectifs, dont un avec un verre de 70 pieds fourni par Giuseppe Campani monté sur un tuyau sur un support de l'invention de Cusset. Le 21 mai 1687, Cassini et Cusset observent à l'observatoire un météore en boule de feu de la taille de la Lune. 
En 1687, Cusset a présenté à l'Académie royale des sciences une machine à puiser l'eau.
Les guerres de Louis XIV vont épuiser le Trésor royal. Les Comptes des Bâtiments du Roi montrent que les pensions de Jean-Dominique Cassini, Philippe de La Hire, Sédileau, Laurent Pothenot et Cusset sont réduites d'un tiers en 1689.
À l'occasion des grands réservoirs du château de Versailles, Louvois a demandé à l'Académie royale des sciences « d'examiner ce que les pluies qui tombent dans les plaines alentour pour fournir l'eau pour entretenir ces réservoirs, et il chargea spécialement Sédileau de s'y appliquer ». Entre juin 1688 et le 31 décembre 1690, Sédileau a fait ces mesures avec l'aide de Cusset.
L'inventaire après décès a été fait le 4 décembre 1697.

## Machines et inventions
- Pendule hydraulique pour puiser les eaux, dans Machines et inventions approuvées par l'Académie royale des sciences depuis son établissement, tome 1, p. 95-97 (lire en ligne)
- Binard pour transporter de fort gros fardeaux, dans Machines et inventions approuvées par l'Académie royale des sciences depuis son établissement, tome 1, p. 99-100 (lire en ligne)

### Conférences
- Guy Picolet, « Un astronome inconnu de l’Observatoire de Paris : Ennemond Cusset (1654-1697), membre de l’Académie royale des sciences». Conférence  dans le cadre des « Rencontres avec...» organisées à l’Observatoire de Paris (Paris, 28 mai 1997)
- Guy Picolet, « Les travaux de mécanique d’Ennemond Cusset ». Communication au séminaire « La formation des savoirs au début de l’époque moderne : humanistes, géomètres et mécaniciens » (Paris, Centre Alexandre-Koyré, 21 mai 2001).